# Gà ta lai
Gà ta lai (hay còn gọi bằng ký hiệu là Gà JA hay gà J) là giống gà công nghiệp lông màu lai có nguồn gốc từ Việt Nam. Chúng là tổ hợp gà lai trên cơ sở lai tạo các giống gà ngoại nhập (như gà ISA, gà Hubbard, gà tam hoàng) với một số giống gà ta (như gà ri, gà mía gà nòi). Các dòng của chúng là gà lai ri (JA) và gà lai chọi J (gà nòi chân vàng, gà nòi ô tía và gà nòi sọc đen) tất cả đều được nhân giống bằng hình thức thụ tinh nhân tạo, ngoài ra còn có gà lai mía. Trong số đó các dòng JA 57, JA55, JA90 đã được Nhà nước Việt Nam công nhận là một giống vật nuôi được sản xuất, kinh doanh tại Việt Nam.

## Đặc điểm
Tổ hợp dòng gà lai JA là sản phẩm tích hợp của công nghệ di truyền giống từ nhiều giống gà đặc sản, chúng giữ được phẩm chất thịt của gà ri, có ngoại hình đẹp như mào cờ, lông ôm gọn, lông đỏ màu mận chín, chân nhỏ vàng, có tỷ lệ thịt đùi, thịt ngực cao và tỷ lệ mỡ thấp, năng suất đã được cải thiện nuôi 90 ngày- 105 ngày thì gà trống đạt 2,5- 2,7 kg, gà mái đạt 2,0- 2,1 kg với mức tiêu tốn từ 2,7- 2,8 kg thức ăn/kg tăng trọng. Các giống gà lông màu J và Ja đều có hàm lượng mỡ thấp, thịt săn chắc và vị ngọt, giòn, thơm. Màu lông gà J cả trống, mái đều đẹp, phù hợp thói quen, tín ngưỡng người Việt.
Gà JA có ưu thế thuần nhất về giống và sự phát triển đồng đều về trọng lượng, có khả năng thích nghi tốt với điều kiện khí hậu, địa hình khả năng chống chịu bệnh tật cao, tận dụng được nguồn thức ăn tại chỗ, phát huy lợi thế đất vườn đồi. Chúng có ưu điểm về thể trạng, ngoại hình, chất lượng thịt, tỉ lệ tiêu tốn thức ăn. Trọng lượng giữa gà trống và mái đồng đều, tỉ lệ mỡ thấp, phù hợp cho sắp cỗ, thời gian nuôi gà J chỉ từ 90 - 95 ngày (ít hơn gà ri 90 ngày), tỉ lệ tiêu tốn thức ăn khoảng 2,7 – 3 kg/1 kg tăng trọng.

## Gà lai chọi
Trước các yêu cầu của người tiêu dùng, các nhà khoa học đã nghiên cứu, lai tạo được nhiều giống gà mới có năng suất cao và chất lượng tốt, trong đó có giống gà lai chọi. đối với giống gà này thì tỷ lệ nuôi sống của gà lai chọi đạt 98,13%, khối lượng gà ở 14 tuần tuổi đạt 2047,00 g/con, sinh trưởng bình quân đạt 21,19g/con/ngày. Tỷ lệ nuôi sống của gà lai chọi cao, đạt 100% trong tuần đầu tiên. Tỉ lệ nuôi sống trung bình đạt 98,13%. Tình hình sinh trưởng của đàn gà lai chọi tương đối tốt và ít biến động khối lượng gà ở 14 tuần tuổi đạt 2047,00 g/con. Sinh trưởng bình quân đạt 21,19g/con/ngày, đạt cao nhất ở tuần 11 là 34,46 g/con/ngày.
Gà nòi chân vàng và gà nòi ô tía dòng Ja có ưu thế của giống gà chọi, chúng có sự thuần nhất về giống và độ đồng đều cao về trọng lượng. Chúng có cơ địa săn chắc của giống gà nòi kết hợp với vị ngọt, hương thơm. Gà nòi chân vàng có mỏ vàng, mào nụ hoặc múi khế, lông ôm gọn và đỏ màu mận chín, chân cao vàng đặc trưng thể hiện vóc dáng hình thể của gà đá, trong khi gà nòi ô tía với mào nụ hoặc múi khế, lông ôm gọn màu đen tía, chân cao. Các giống gà nòi có khả năng, kháng bệnh và khả năng thích nghi cao với điều kiện thời tiết, khí hậu cũng như tập quán chăm sóc, nuôi dưỡng nhiều vùng miền Việt Nam.
Thời gian sinh trưởng của gà nòi ô tía từ 100 - 105 ngày, đạt khối lượng cơ thể bình quân 1,8 - 2,2 kg/con, tỷ lệ tiêu tốn thức ăn 2,6 - 2,8 kg/1 kg tăng trọng. Nuôi 100 ngày, giống gà Ja đạt trọng lượng bình quân từ 1,8 đến 2,0 kg, tỷ lệ tiêu tốn thức ăn từ 2,6 đến 2,8 kg cho một kg tăng trọng. Tiêu tốn thức ăn 2,6–2,8 kg thức ăn/1 kg tăng trọng. Nhu cầu dinh dưỡng từ 01-20 ngày tuổi, năng lượng trao đổi từ 3100Kcal/kg. Từ 21-60 ngày tuổi năng lượng trao đổi là 3.000 Kcal/kg. Từ 61 ngày tuổi năng lượng trao đổi 2950 Kcal/kg.

## Chăn nuôi
Gà lai mía và các loại gà ta lai như J-Dabaco, J-Hải Phòng, gà ta Minh Dư, Vạn Phúc đề lãi, gà giống tăng nhẹ. Tại thị trường Bắc Giang, Thái Nguyên, Vĩnh Phúc giống gà lai mía 1 ngày tuổi được các lò ấp thủ công rao bán với giá 8.000 - 9.000 đồng một con. Trong khi đó, các giống gà ta lai cao cấp hơn như J-Dabaco, J-Hải Phòng, Minh Dư, Vạn Phúc… đang được bán tới tay người chăn nuôi 15.000 - 20.000 đồng.